# Coussapoa vannifolia
Coussapoa vannifolia är en nässelväxtart som beskrevs av José Cuatrecasas. Coussapoa vannifolia ingår i släktet Coussapoa och familjen nässelväxter. Inga underarter finns listade i Catalogue of Life.